# 木拉提·西日甫江
木拉提·西日甫江（1976年7月—）维吾尔族，新疆和田人，中华人民共和国民警，2014“感动中国”年度人物。

## 生平
木拉提·西日甫江生於和田市一个普通家庭，父母都是教师。1996年读大学预科时，中国人民公安大学来招生，木拉提瞒着父母报名，以第一名的成绩被中国人民公安大学录取。2000年5月加入中国共产党。2000年6月，自中国人民公安大学侦察系侦察专业毕业。2000年12月参加工作，成为和田地区公安局民警。后来升任和田地区公安局行动技术支队副支队长、主任科员。2014年又升任和田地区公安局国保支队支队长（副县级、试用期一年）。木拉提·西日甫江参加工作后，侦办了许多暴力恐怖犯罪案件。2010年在一次抓捕行动中，犯罪嫌疑人被警方逼进人少的胡同内，木拉提发现犯罪嫌疑人将手伸进裤兜，似准备掏出炸药或凶器，乃当即猛扑上去，用身体压住犯罪嫌疑人。因为工作需要，木拉提·西日甫江多数时候都着便装，甚至扮成农民、医生、司机等。2014年在侦办一起暴力恐怖案件中，着便装的木拉提顶着生命危险确定了犯罪嫌疑人制造爆炸物的窝点的地址，随后警方仅花12小时便侦破此案。木拉提被当地群众赞誉为“猎鹰”（维吾尔族传说中，猎鹰是百姓的守护者）。截至2015年，木拉提·西日甫江立个人二等功2次、个人三等功4次。还曾获全国先进工作者、全国公安系统一级英雄模范、第五届“我最喜爱的人民警察”等称号。2015年2月，木拉提·西日甫江被评选为2014“感动中国”年度人物。